# Nyköping
Nyköping je město ve Švédsku v kraji Södermanland. Žije zde necelých 30 tisíc obyvatel.
První osídlení lze datovat do doby přibližně 2000 př. n. l. V raném středověku, přibližně v roce 1000, byl Nyköping hlavním městem jednoho z malých švédských království. Ve 13. století byla zahájena výstavba pevnosti.

## Poloha a rozvoj města
Hlavní město Stockhlom je vzdálené cca 100 km na severovýchod, město Norrköping cca 60 km jihozápadně. Město samotné sahá svou částí Arnö až k zálivu Baltského moře, hlavním přístavem v oblasti je však Oxelösund asi 10 km jihovýchodně. Klima je smíšené, spíše vlhké kontinentální.
V 16. století byl Nyköping sídelním městem švédského krále Karla IX. Dnešní podoba města vznikla v zásadě po roce 1719 po požáru v důsledku ruské invaze. Industrializace města začala výstavbou textilních manufaktur počátkem 19. století. V 80. letech 20. století zde byl závod Saab Automobiles. Dodnes existuje kovozpracující továrna Wedholms vyrábějící cisterny na mléko, novější firmy jsou Studsvik AB (dříve AB Atomenergi, projektující výzkumné reaktory), Thorsmann, Eberspächer. Významnější podíl získal sektor služeb jako centrum oblasti.

## Doprava, zajímavosti
Nyköping leží na švédské páteřní dálnici E4, která od finských hranic probíhá celým Švédskem podél východního pobřeží až do Helsingborgu a tvoří severní pokračování evropské trasy E55.
Rychlíkové železniční spojení je se Stockholmem a Linköpingem, přičemž na rok 2035 se plánuje otevření nového železničního koridoru pro rychlost 250 km/h.
Asi 5 km severozápadně je původně vojenské letiště Skavsta, které armáda opustila v roce 1980. Od roku 1984 obec obnovila civilní vnitrostátní provoz. V současnosti slouží i pro evropské linky (Ryanair, Wizzair) jako Stockholm Skavsta Airport (Stockholm Skavsta flygplats, ICAO: ESKN, IATA: NYO). Letiště odbavuje mezi 2 a 2,5 miliónem cestujících ročně. Poblíž letiště je malé soukromé Muzeum F11, které se věnuje především historii průzkumného křídla, které zde sídlilo.
Městský přístav (Stadsfjärden) v jižní části Nyköpingu slouží spíše osobní a turistické plavbě. V severní části zátoky je mezinárodně známý kanoistický stadion.